# Мачадо, Кристиан (футболист)
Кристиан Мачадо Пинто (исп. Cristhian Machado Pinto; родился 20 июня 1990 года, Кочабамба, Боливия) — боливийский футболист, полузащитник клуба «Боливар» и сборной Боливии.

## Клубная карьера
Мачадо — воспитанник клуба «Хорхе Вильстерманн» из своего родного города. 13 января 2013 года в матче против «Сан-Хосе» он дебютировал в чемпионате Боливии. Летом 2014 года Кристиан на правах аренды перешёл в «Спорт Бойз Варнес». 9 августа в матче против «Стронгест» он дебютировал за новую команду. После окончании аренды Мачадо вернулся в родную команду. В первом же сезоне Кристиан помог клубу выиграть чемпионат.
23 июля 2018 года Мачадо перешёл в клуб MLS «Нью-Инглэнд Революшн». В североамериканской лиге он дебютировал 4 августа 2018 года в матче против «Орландо Сити», выйдя на замену в концовке. По окончании сезона 2018 «Нью-Инглэнд Революшн» не продлил контракт с Мачадо.

## Международная карьера
В 2016 году в составе сборной Мачадо принял участие в Кубке Америки в США. В матче группового этапа против сборной Аргентины он дебютировал за сборную Боливии, заменив во втором тайме Хуана Карлоса Арсе.

## Достижения
Командные
 «Хорхе Вильстерманн»
- Чемпион Боливии: Клаусура 2015, Апертура 2018

 «Боливар»
- Чемпион Боливии: Апертура 2019